# Нижнєкасинове
Нижнєкасинове (рос. Нижнекасиново) — село в Курському районі Курської області Російської Федерації.
Населення становить 142 особи. Входить до складу муніципального утворення Брежнівська сільрада.

## Історія
Населений пункт розташований на території українського етнічного та культурного краю Східна Слобожанщина.
Від 2004 року входить до складу муніципального утворення Брежнівська сільрада.

## Населення
| 2002 | 2010 |
| ---- | ---- |
| 170  | ↘142 |